# Bus in viaggio
Bus in viaggio (Get on the Bus) è un film del 1996 diretto da Spike Lee.
Fu finanziato da alcune personalità afroamericane: Danny Glover, Wesley Snipes, Will Smith, Robert Guillaume, Charles D. Smith, Johnnie L. Cochran, Jheryl Busby, Olden Lee, Lemurel Daniels, Larkin Arnold, Calvin Grigsby e Robert Johnson.
Il film fu girato quasi interamente su un autobus per la gran parte in movimento, in 16 mm successivamente gonfiato a 35 mm, e con inserti video.
Fu presentato in concorso al Festival di Berlino del 1997, vincendo un premio speciale per la recitazione di tutto il cast.
Nel film vi sono vari riferimenti allo schiavismo, come i titoli di testa, che vedono un uomo in catene, e le catene attaccate ai polsi di Junior.

## Trama
Il 16 ottobre 1995 un gruppo di uomini afroamericani di Los Angeles salgono su un autobus per recarsi a Washington, dove è in programma la Million Man March, la marcia di un milione di uomini afroamericani voluta dal reverendo Louis Farrakhan.
Il gruppo è composto da George, l'autista del bus, un veterano del Movimento per i diritti civili; Evan Thomas Sr., che accompagna il figlio Junior, costretto in catene da un giudice perché sorpreso a rubare in una drogheria; Flip, un aspirante attore; Gary, un poliziotto mulatto; Jamal, un devoto musulmano; Jeremiah, detto Pops, un uomo anziano che ha già partecipato alla marcia organizzata nel 1963 da Martin Luther King; Xavier, detto X, uno studente di cinema che riprende tutto il viaggio con la sua telecamera e intervista i partecipanti; Rick, il secondo conducente del bus, bianco ed ebreo; Randall e Mike, una coppia omosessuale in crisi. Ognuno di essi si presenta agli altri a ritmo di rap.
Subito dopo l'inizio del viaggio, a causa di un guasto, George è costretto a lasciare il gruppo e viene rimpiazzato da Rick. Il fatto che questi sia bianco ed ebreo non garba a tutti i passeggeri. Iniziano così a fargli delle domande provocatorie e indagatorie sui rapporti tra ebrei e afroamericani, sulla sua religione e sulla sua fede politica. Rick cerca di non rispondere alle provocazioni, ma alla fine, spaventato, per evitare incidenti lascia il gruppo, approfittando di una sosta. La guida del bus viene così affidata a un afroamericano, e questo riporta la tranquillità in seno al gruppo, che però inizia a provocare Randall e Mike, una volta scoperto che sono gay.
A Memphis, durante una sosta, Evan viene convinto a liberare suo figlio dalle catene, che ricordano troppo la schiavitù subita dai neri.
Intanto uno sconosciuto riesce a salire sul bus, proclamandosi un seguace di Farrakhan. Ma appena si siede, l'uomo rivela la sua vera natura. Si chiama Wendell e fa il venditore d'auto. Wendell inizia a fare discorsi razzisti e inizia a provocare gli altri, chiamandoli "negri". Dopo una serie di provocazioni il gruppo, stufo, sbatte fuori dal bus Wendell, scaricandolo in mezzo al deserto.
Nel frattempo Jamal confessa a Gary il suo terribile passato: era infatti un aderente dei Crip, una delle tante gang giovanili, e una volta ha ucciso un uomo. Gary, che ha perso il padre ucciso proprio da un membro di una gang, cerca di convincere Jamal a costituirsi al loro arrivo a Washington.
Flip riprende a provocare la coppia gay e scatena una rissa, che costringe il bus a fermarsi in piena campagna. Flip e Randall iniziano a picchiarsi, mentre gli altri li incitano. Approfittando della confusione, Junior scappa. Quando Evan si accorge dell'accaduto, tutto il gruppo smette di dedicarsi alla rissa e inizia le ricerche del fuggitivo. Al buio, con l'aiuto delle torce, mentre i cani in lontananza abbaiano, Junior viene chiamato a gran voce.
Finalmente Evan lo trova, impaurito e intirizzito. I due iniziano un dialogo in cui si riappacificano e alla fine si abbracciano.
Giunti a Washington, il gruppo incontra migliaia di auto e di pedoni che si recano alla marcia, sventolando cartelli e ballando. Nel bus, però, Jeremiah ha un infarto. Viene portato subito all'ospedale e con lui restano Gary, Evan, Junior e Xavier. Intanto la televisione trasmette in diretta la marcia, inquadrando il reverendo Farrakhan che fa un discorso.
Gli altri ragazzi vorrebbero andare alla marcia, ma alla fine decidono tutti di rimanere in ospedale. La notizia che tutti temevano arriva: Jeremiah non ce l'ha fatta ed è morto. La notizia viene accolta con disperazione. La sera, quando ormai la manifestazione è al termine, il gruppo recita davanti al Lincoln Center la preghiera che Jeremiah avrebbe voluto dire davanti ai manifestanti. Alla fine della preghiera, Evan e Junior gettano le catene che opprimevano quest'ultimo.
Il gruppo sale sul bus per tornare a Los Angeles. Xavier, pensieroso, suona lo djembe, il tamburo africano che Jeremiah aveva portato con sé.

## Produzione

### Regia

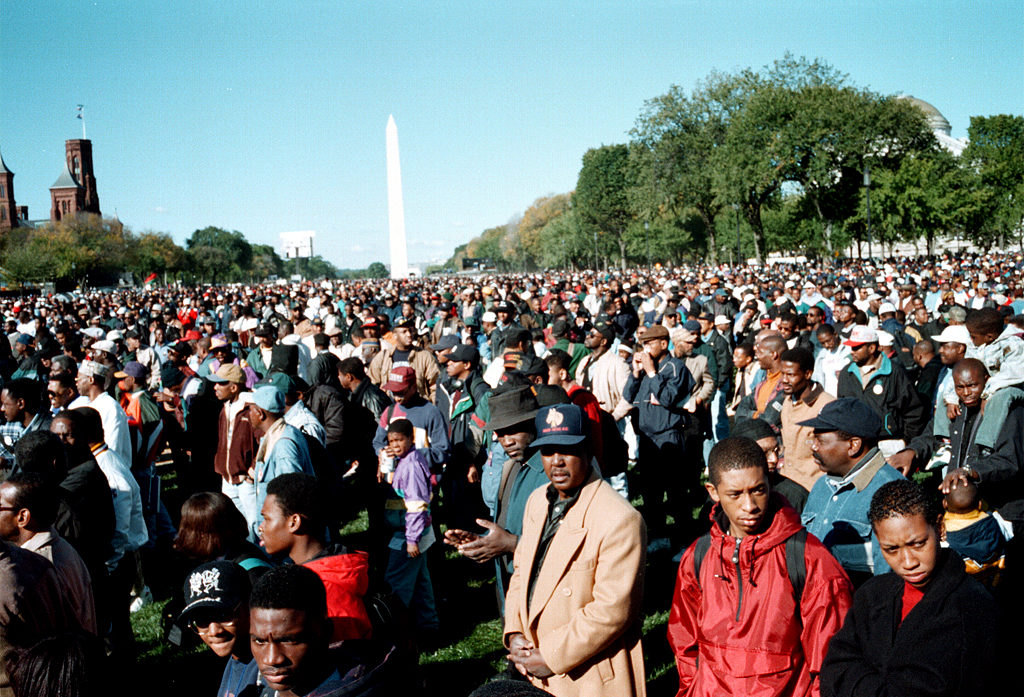
Un'immagine della Million Man March

L'idea del film venne al produttore Barry Rosenbush, dopo aver visto in televisione un servizio sulla Million Man March, la più grande manifestazione afroamericana di tutti i tempi, raccontata dal punto di vista di un gruppo di afroamericani in viaggio verso Washington. Dopo essersi consultato con il suo socio, Bill Boren, Rosenbush, insieme a Reuben Cannon, decise di proporre la regia a Spike Lee. Il regista accettò, e la prima riunione ebbe luogo a New York.
La scrittura della sceneggiatura venne affidata allo sceneggiatore Reggie Rock Bythewood. Quando i produttori sottoposero il progetto alla Columbia Pictures, la sceneggiatura non era ancora pronta quindi la Columbia accettò di distribuire il film a scatola chiusa.
Nonostante la partecipazione di una major come la Columbia, Spike Lee insistette affinché il budget del film fosse il risultato di un piano di finanziamento, questo per tener fede allo spirito della manifestazione. Quindi Reuben Cannon e Spike Lee si occuparono di raccogliere i fondi per il film, contattando molte personalità afroamericane disposte ad investire tra i centomila e i duecentomila dollari a testa. Complessivamente, Lee e Cannon riuscirono a raccogliere 2500000 $.

### Cast
Spike Lee chiamò subito Roger Guenveur Smith, offrendogli il ruolo di Gary, e Ossie Davis, che non aveva partecipato alla Million Man March a causa delle sue riserve sull'operato di Farrakhan. «Ho partecipato al film solo perché me l'ha chiesto Spike, e perché mi sono innamorato del mio personaggio, Jeremiah. Un ruolo così potevo interpretarlo anche ad occhi chiusi, e Spike mi ha anche permesso di scrivere parte del mio materiale», asserì l'attore.

### Riprese
Le riprese del film durarono 18 giorni. La troupe era composta da quaranta persone, tra attori, truccatori, regista e operatore. Le location furono gli stati della California, Tennessee e Virginia.
Per decisione di Spike Lee gli alloggi e i cestini per il pranzo furono uguali per tutti. Inoltre non c'era nessuna roulotte, solo camerini. Spike Lee si sedeva ogni mattina a pochi metri dall'autobus, con un cesto di mele in mano e sbucciava con calma ogni singola mela, questo per infondere nel resto del cast la calma e la concentrazione necessaria per un'avventura del genere.

## Accoglienza
Il film fu completato appena in tempo per il primo anniversario della marcia, e uscì negli Stati Uniti il 18 ottobre 1996, incassando 5754249 $. L'incasso fu positivo, rispetto ai precedenti film di Lee, ma questi si disse insoddisfatto e accusò la Columbia di non aver distribuito al meglio il film: «Penso che la Columbia non abbia capito come andava presentato un film del genere. Non dico che non fossero interessati, ma hanno proprio sbagliato a gestirlo», dichiarò.
Prima della première, Lee inviò gli assegni con i quali restituì il denaro investito dai finanziatori della pellicola.

### Critiche
Il film ebbe critiche per la maggior parte favorevoli da parte della stampa, cosa che per un film di Spike Lee non accadeva dai tempi di Fa' la cosa giusta, diretto nel 1989.
In Europa le recensioni furono invece un po' fredde, a causa soprattutto del giudizio politico sull'operato di Farrakhan.
Per Fernanda Moneta Bus in viaggio è «il film più libero di Spike Lee: nei toni del racconto, nella forma e nel linguaggio».

## Premi e riconoscimenti
- 1997 Acapulco Black Film Festival: miglior attore (Ossie Davis)
- 1997 Festival di Berlino: premio speciale per l'esemplare recitazione d'insieme di tutto il cast.

## Colonna sonora
La colonna sonora del film contiene i seguenti brani musicali:
1. On The Line (Michael Jackson)
2. Papa Don't Take No Mess (James Brown)
3. Destitripology (Strictly Difficult)
4. The Remedy (A Tribe Called Quest Featuring Common)
5. Girl You Need A Change Of Mind (D'Angelo)
6. Cathy's Clown (Everly Brothers)
7. I Love My Woman (Marvin Davis)
8. Destiny is Calling (Permanent Revolution)
9. Coming Home To You (Blackstreet)
10. Welcome (Marc Dorsey)
11. Cruisin' (Earth Wind & Fire)
12. Redemption Song (Stevie Wonder)
13. People Get Ready (The Impressions)
14. Over A Million Strong (Neville Brothers)
15. New World Order (Curtis Mayfield)
16. Keep On Pushing (The Impressions)
17. We're A Winner (The Impressions)
18. My Life Is In Your Hands (God's Property Featuring Kirk Franklyn)